# يكرب
يكرب هو مركزٌ سعوديٌ تابعٌ لمحافظة بقيق التابعة للمنطقة الشرقية، في المملكة العربية السعودية. المركز من الفئة (أ)، ورمزه 1939 حسب دليل الترميز الموحد للمناطق الإدارية بالمملكة العربية السعودية.